# Doubt (serie de televisión surcoreana)
Doubt (en hangul, 이토록 친밀한 배신자; en hanja, 이토록 親密한 背信자; McCune-Reischauer, It'orong ch'inmirhan paeshinja; literalmente, «Un traidor tan cercano») es una serie de televisión surcoreana escrita por Han Ah-young, dirigida por Song Yeon-hwa, y protagonizada por Han Suk-kyu, Chae Won-bin, Han Ye-ri y Oh Yeon-soo. Está formada por diez capítulos, que se emitieron por el canal MBC desde el 11 de octubre hasta el 9 de noviembre de 2024, en horario de viernes y sábados a las 21:50 (hora local coreana).

## Sinopsis
La historia de un padre que lucha entre la fe y la duda sobre su amada hija y avanza hacia la verdad. A menudo olvidamos que nunca podremos comprender plenamente a los demás. Cuanto más cerca está la persona, más cierto es, porque interviene la arrogancia de creer que se la conoce mejor que nadie. Este es el caso de Jang Tae-su, un legendario criminólogo pionero en su campo, que se ha ganado el respeto y la confianza absolutos dentro de la policía. Jang Tae-su trabaja en un caso de asesinato y se da cuenta de que su hija Ha-bin está implicada en él. Este descubrimiento sacude sus convicciones profesionales y la relación con Ha-bin. Para protegerla, luchará por revelar la verdad.

## Reparto

### Principal
- Han Suk-kyu como Jang Tae-su, uno de los mejores perfiladores de Corea del Sur y padre soltero que cría a su única hija. Es un analista de conducta criminal autodidacta que se ha ganado un respeto y una confianza incomparables dentro de la fuerza policial desde que la elaboración de perfiles ni siquiera era una palabra. Sin embargo, cuando un incidente sacude sus creencias profesionales y su relación con su amada hija, lucha por descubrir la verdad para proteger lo único que significa el mundo para él.[3][4][5]
- Chae Won-bin como Jang Ha-bin, la única hija de Tae-su, una joven estudiante de secundaria. Parece una persona normal, pero al igual que su padre tiene una capacidad extraordinaria para observar y comprender a las personas. También esconde un secreto que sacudirá la vida de su padre.[6][7][8]
- Han Ye-ri como Lee Eo-jin, miembro de la unidad de análisis de conducta criminal, una persona que estudió psicología criminal en el Reino Unido, y siempre antepone los hechos a las emociones y los casos a las personas. Aunque respeta a Tae-su como modelo a seguir, sospecha que está ocultando algo.[9][10][11]
- Oh Yeon-soo como Yoon Ji-su, la exmujer de Tae-su y madre de Ha-bin. Se separaron a causa de una tragedia familiar que fueron incapaces de superar. Se sitúa en el centro de la historia padre-hija y amplifica el misterio que la rodea.[12][13][14]

### Secundario

#### Unidad de análisis de conducta criminal
- Roh Jae-won como Koo Dae-hong, un inspector de la unidad de análisis de conducta criminal. Se convirtió en oficial de policía debido a un incidente pasado, y tiene una personalidad cálida y una excelente empatía.[15][16]

#### Unidad 1 de delitos violentos
- Yoon Kyung-ho como Oh Jeong-hwan, un apasionado jefe de la unidad 1 de delitos violentos que valora la organización, las normas y las rutinas, y cuida de su gente mientras se atenga a estas, pero una vez que los ve como enemigos, encuentra fallos en todo; por eso a menudo está en conflicto con Tae-su.[17]
- Lee Shin-ki como Kim Yong-su, un detective de la unidad de delitos violentos que apoya a su jefe de equipo y cuida de sus subordinados. Disfruta de la elaboración de perfiles y la psicología criminal, se interesa personalmente por Tae-su pero mantiene una cara de póquer porque está pendiente de Jeong-hwan, quien a menudo tiene fricciones con aquel.[18][19]
- Lee Kyo-yeop como Cho Kyung-bin, un detective de mal genio y orientado a la acción que a menudo maltrata al más joven, Park Jae-hoon.[20][21]
- Ki Jin-woo como Park Jae-hoon, el detective más joven de la unidad.

#### Unidad de investigación forense
- Lee Yang-hee como Hwang Young-su, una persona con profunda experiencia en la investigación científica y que conoce a Tae-su desde que trabajaba en la sede. A la hora de investigar la escena es experto y minucioso, por lo que nunca pierde ni el más mínimo rastro.

#### Personas implicadas en el caso
- Kim Jeong-jin como Choi Young-min, el jefe del grupo de jóvenes fugitivos, implicado en negocios turbios, que no puede controlar sus emociones y actúa impulsivamente. Se muestra constantemente poco cooperativo con las investigaciones policiales y no duda en golpear a los fugitivos para impedir que se unan a ellas. Pero su lado débil es evidente, ya que se enfurece porque no quiere salir lastimado.[22][23]
- Han Su-a como Song Min-ah, una chica fugitiva que se presume pueda estar involucrada en el caso, y que se enreda con Ha-bin.[24][25]
- Yoo Yu-tae como Park Jun-tae, profesor de Ha-bin, popular por su alta estatura y su atractiva apariencia; es una persona responsable en su trabajo que cuida mucho a sus alumnos.[26]
- Choi Yu-hwa como Kim Seong-hee. Después de perder a su marido, está criando sola a su hijo, en edad de escuela primaria. No habla mucho y no dice nada a menos que sea absolutamente necesario, pero una simple sonrisa tiene el poder de llamar la atención de quienes la rodean.[27]

#### Otros
- Park Kyeong-geun como Lee Seok-moon, jefe de la comisaría. Es una persona originaria de la provincia de Chungcheong, que ama las cosas tranquilas como las piedras y las flores, considera que la moderación es la virtud más elevada y expresa su insatisfacción indirectamente.

### Apariciones especiales
- Son Sook como Myeong-ja, madre de Tae-soo y abuela paterna de Ha-bin.
- Yoo Oh-seong como Jung Du-cheol, el padre de Park Jun-tae.

## Producción y promoción
Doubt es una coproducción de Ascendio y Woodside. Ascendio anunció el 13 de junio de 2024 que había firmado un contrato de producción y suministro de la serie con MBC por un valor de aproximadamente 9600 millones de wones.
El guion, obra de Han Ah-young, ganó el concurso de guiones para televisión de MBC en 2021. La dirección corrió a cargo de Song Yeon-hwa. El 5 de diciembre de 2023 MBC anunció la emisión de la serie para la segunda mitad del año sucesivo, así como el nombre del protagonista Han Seok-kyu, nombre que ya había sido anticipado por la prensa en noviembre. La coprotagonista Chae Won-bin, en una de sus primeras experiencias televisivas (ha aparecido también brevemente en la segunda temporada de Sweet Home), fue anunciada en abril de 2024, así como Han Ye-ri, que vuelve a la pequeña pantalla después de tres años de ausencia, y Oh Yeon-soo. Se da la circunstancia de que esta última y Han Seok-kyu vuelven a coincidir en un reparto 31 años después de la serie Son and Daughter, también para MBC (1993).
Estaba previsto que el rodaje comenzara en marzo de 2024. Según Han Ye-ri, durante el mismo los actores estaban ocupados tratando de encontrar al culpable de la historia y sospechaban unos de otros. Por otra parte, el director Song y el director de fotografía intentaron evocar a través de esta la atmósfera «fría, húmeda y confusa de Inglaterra», inspirándose en la película Tinker Tailor Soldier Spy.
MBC lanzó el primer avance de treinta segundos el 26 de julio de 2024, que plantea el tema de la serie con la presencia de los dos personajes, el padre que sospecha de su hija. El 20 de agosto se distribuyeron imágenes de la lectura del guion. El 4 de septiembre se publicó el primer cartel, que presenta a Han Seok-gyu solo, sentado en medio de una sala de interrogatorios, y se confirmó la fecha del estreno. El 10 de septiembre se reveló el cartel principal, en el que aparecen padre e hija sentados frente a una mesa. El 20 de septiembre se publicaron seis carteles de personajes (los cuatro protagonistas más Noh Jae-won y Yoon Kyung-ho). Cuatro días después se publicó un «cartel íntimo de padre e hija».
El 20 de septiembre de 2024 el equipo de producción anunció que los dos primeros episodios tendrían una duración ampliada de 90 minutos, por lo que la emisión comenzaría a las 21:40, diez minutos antes de la hora programada para toda la serie. El motivo aducido fue la densidad de la trama. El mismo día se lanzó el tercer avance.

## Audiencia
La serie experimentó un creciemiento a partir del quinto y sobre todo el sexto episodios; este último alcanzó el 7,6 % de audiencia nacional.
| Temporada | Temporada | Episodio número | Episodio número | Episodio número | Episodio número | Episodio número | Episodio número | Episodio número | Episodio número | Episodio número | Episodio número | Promedio |
| Temporada | Temporada | 1               | 2               | 3               | 4               | 5               | 6               | 7               | 8               | 9               | 10              | Promedio |
| --------- | --------- | --------------- | --------------- | --------------- | --------------- | --------------- | --------------- | --------------- | --------------- | --------------- | --------------- | -------- |
|           | 1         | 0.855           | 0.795           | 0.844           | 0.849           | 0.979           | 1.170           | 0.837           | 1.029           | 1.178           | 1.521           | 1.006    |

| Episodio | Fecha de emisión       | Índices de audiencia (Nielsen Korea) | Índices de audiencia (Nielsen Korea) |
| Episodio | Fecha de emisión       | Nacional                             | Seúl                                 |
| --- | ---------------------- | ------------------------------------ | ------------------------------------ |
| 1 | 11 de octubre de 2024  | 5,6 % (10.ª)                         | 5,5 % (10.ª)                         |
| 2 | 12 de octubre de 2024  | 4,7 % (8.ª)                          | 4,3 % (8.ª)                          |
| 3 | 18 de octubre de 2024  | 5,8 % (10.ª)                         | 5,1 % (9.ª)                          |
| 4 | 19 de octubre de 2024  | 5,5 % (6.ª)                          | 5,4 % (5.ª)                          |
| 5 | 25 de octubre de 2024  | 6,0 % (4.ª)                          | 6,5 % (3.ª)                          |
| 6 | 26 de octubre de 2024  | 7,6 % (5.ª)                          | 7,0 % (5.ª)                          |
| 7 | 1 de noviembre de 2024 | 5,3 % (7.ª)                          | 4,9 % (4.ª)                          |
| 8 | 2 de noviembre de 2024 | 6,9 % (6.ª)                          | 6,3 % (5.ª)                          |
| 9 | 8 de noviembre de 2024 | 6,8 % (4.ª)                          | 6,3 % (3.ª)                          |
| 10 | 9 de noviembre de 2024 | 9,6 % (3.ª)                          | 9,2 % (3.ª)                          |
| Promedio | Promedio               | 6,4 %                                | 6,1 %                                |
| - En la tabla superior, los números azules representan las calificaciones más bajas y los números rojos representan las más altas. |                        |                                      |                                      |

## Premios y nominaciones
| Año  | Premios               | Categoría                                       | Candidato                               | Resultado | Ref.                 |
| ---- | --------------------- | ----------------------------------------------- | --------------------------------------- | --------- | -------------------- |
| 2024 | Premios Grimae        | Mejor serie                                     | Doubt                                   | Ganadora  | [ 37 ]               |
| 2024 | Premios Grimae        | Mejor director                                  | Song Yeon-hwa                           | Ganador   | [ 37 ]               |
| 2024 | Premios Grimae        | Mejor montaje                                   | Doubt                                   | Ganador   | [ 37 ]               |
| 2024 | Premios Grimae        | Mejor actor                                     | Han Suk-kyu                             | Ganador   | [ 37 ]               |
| 2024 | Premios Grimae        | Mejor actriz                                    | Chae Won-bin                            | Ganadora  | [ 37 ]               |
| 2024 | Premios Cine21        | Actor del año (series)                          | Han Suk-kyu                             | Ganador   | [ 38 ]               |
| 2024 | Premios Cine21        | Actriz revelación del año (series)              | Chae Won-bin                            | Ganadora  | [ 38 ]               |
| 2024 | Premios MBC Drama     | Gran Premio (Daesang)                           | Han Suk-kyu                             | Ganador   | [ 39 ] [ 40 ]        |
| 2024 | Premios MBC Drama     | Serie del año                                   | Doubt                                   | Nominada  | [ 39 ] [ 40 ]        |
| 2024 | Premios MBC Drama     | Premio a la gran excelencia, actor en miniserie | Han Suk-kyu                             | Nominado  | [ 39 ] [ 40 ]        |
| 2024 | Premios MBC Drama     | Mejor actor de reparto                          | Yoon Kyung-ho                           | Nominado  | [ 39 ] [ 40 ]        |
| 2024 | Premios MBC Drama     | Mejor actriz de reparto                         | Han Ye-ri                               | Nominada  | [ 39 ] [ 40 ]        |
| 2024 | Premios MBC Drama     | Mejor actor revelación                          | Kim Jeong-jin                           | Nominado  | [ 39 ] [ 40 ]        |
| 2024 | Premios MBC Drama     | Mejor actor revelación                          | Roh Jae-won                             | Nominado  | [ 39 ] [ 40 ]        |
| 2024 | Premios MBC Drama     | Mejor actriz revelación                         | Chae Won-bin                            | Ganadora  | [ 39 ] [ 40 ]        |
| 2024 | Premios MBC Drama     | Mejor pareja                                    | Han Suk-kyu y Chae Won-bin              | Nominados | [ 39 ] [ 40 ]        |
| 2025 | Premios Baeksang Arts | Mejor serie                                     | Doubt                                   | Nominada  | [ 41 ] [ 42 ] [ 43 ] |
| 2025 | Premios Baeksang Arts | Mejor director                                  | Song Yeon-hwa                           | Ganador   | [ 41 ] [ 42 ] [ 43 ] |
| 2025 | Premios Baeksang Arts | Mejor actor                                     | Han Suk-kyu                             | Nominado  | [ 41 ] [ 42 ] [ 43 ] |
| 2025 | Premios Baeksang Arts | Mejor actor revelación                          | Kim Jeong-jin                           | Nominado  | [ 41 ] [ 42 ] [ 43 ] |
| 2025 | Premios Baeksang Arts | Mejor actriz revelación                         | Chae Won-bin                            | Ganadora  | [ 41 ] [ 42 ] [ 43 ] |
| 2025 | Premios Baeksang Arts | Premio técnico                                  | Lee Jin-suk, Lee Deok-hoon (fotografía) | Nominados | [ 41 ] [ 42 ] [ 43 ] |